# تیراندازی در وادالا
تیراندازی در وادالا (به هندی: Shootout at Wadala) فیلمی محصول سال ۲۰۱۳ و به کارگردانی سانجی گوپتا است. در این فیلم بازیگرانی همچون جان آبراهام، آنیل کاپور، کانگانا رانوت، سنو سود، مانوج باجپایی، رونیت روی، ماهش مانجرکار، توشار کاپور، اکبرخان، رانجیت، جکی شروف، راجو کهیر، چتان هانسراج، سانی لئونه، سوفی چودری، پریانکا چوپرا ایفای نقش کرده‌اند.